# Фторид-диоксид иода
Фтори́д-диокси́д ио́да — неорганическое соединение,
оксосоль иода и плавиковой кислоты с формулой IO2F,
бесцветные кристаллы.

## Получение
- Растворение ангидрида иодноватой кислоты (пентаоксид дииода) в жидком фтороводороде:

{\displaystyle {\mathsf {I_{2}O_{5}+HF\ {\xrightarrow {}}\ IO_{2}F+HIO_{3}}}}
- Разложение трифторид-оксида иода.

## Физические свойства
Фторид-диоксид иода образует бесцветные кристаллы.